# Aparammoecius kanglae
Aparammoecius kanglae är en skalbaggsart som beskrevs av Zdzisława Stebnicka 1990. Aparammoecius kanglae ingår i släktet Aparammoecius och familjen Aphodiidae. Inga underarter finns listade i Catalogue of Life.